# Arrhenatherum elatius
Arrhenatherum elatius é uma espécie de planta com flor pertencente à família Poaceae. Conhecida como aveia-perene. 
A autoridade científica da espécie é (L.) P. Beauv. ex J. Presl & C. Presl, tendo sido publicada em Flora Čechica 17. 1819.

## Portugal
Trata-se de uma espécie presente no território português, nomeadamente os seguintes táxones infraespecíficos:
- Arrhenatherum elatius subsp. baeticum - presente em Portugal Continental e no Arquipélago dos Açores. Em termos de naturalidade é nativa de Portugal Continental e introduzida no Arquipélago dos Açores. Não se encontra protegida por legislação portuguesa ou da Comunidade Europeia.
- Arrhenatherum elatius subsp. bulbosum - presente em Portugal Continental, no Arquipélago dos Açores e no Arquipélago da Madeira. Em termos de naturalidade é nativa de Portugal Continental e do Arquipélago da Madeira e introduzida no Arquipélago dos Açores. Não se encontra protegida por legislação portuguesa ou da Comunidade Europeia.
- Arrhenatherum elatius subsp. elatius - presente em Portugal Continental. Em termos de naturalidade é nativa da região atrás referida. Não se encontra protegida por legislação portuguesa ou da Comunidade Europeia.